# Disonycha varicornis
Disonycha varicornis är en skalbaggsart som beskrevs av Horn 1889. Disonycha varicornis ingår i släktet Disonycha och familjen bladbaggar. Inga underarter finns listade i Catalogue of Life.